# Копяк, Иван Андреевич
Копяк Иван Андреевич (26.08.1897 г. — (?)7.08.1942 г.) — советский военачальник, генерал-майор (3.05.1942 г.).
Именно под командованием полковника Копяка И. А. 112-я стрелковая дивизия, входившая в состав 51-го стрелкового корпуса 22-й армии, в самом начале Великой Отечественной войны, в июне – июле 1941 года, в течение 27 дней упорно сдерживала многократно превосходящие немецко-фашистские войска на правом (северном) фланге Западного фронта в районах Краславы, Полоцка, Невеля, проявив выдержку, боевое искусство и героизм.

## Биография
Иван Андреевич Копяк родился 26 августа 1897 года в селе Глубокая Балка Решетиловской волости Полтавского уезда Полтавской губернии Российской империи (с 22.09.1937г. Полтавская область Украинской ССР).

### Первая мировая и гражданская войны
15 мая 1916 года в ходе Первой мировой войны Копяк И. А. мобилизован на службу в Русскую императорскую армию и зачислен в 235-й пехотный запасной полк, размещавшийся в г. Азове. 
В июне с маршевой ротой убыл на Юго-Западный фронт в район г. Броды (Галиция), где воевал в составе 402-го Усть-Медведицкого полка 101-й пехотной дивизии 32-го армейского корпуса.
В 1917 году окончил учебную команду этого полка. Получил воинское звание фельдфебеля. В конце декабря 1917 года демобилизован. По пути следования на родину в Киеве вступил в 1-й Киевский отряд Красной гвардии, где прослужил 13 дней до занятия города германскими войсками.
С началом Гражданской войны 23 февраля 1918 года Копяк И. А. добровольцем вступает в Рабоче-Крестьянскую Красную Армию (РККА).
Направлен в 1-й Полтавский советский пехотный полк 3-й Украинской армии Южного фронта. В его составе командиром взвода, а затем роты, Копяк И. А. сражается с германскими войсками и петлюровцами в районах Полтава, Харьков, Люботин, Журавка, Россошь, Воронеж.
В середине июня 1918 года Копяк И. А. в составе полка попадает на Восточный фронт. Полк переименовывается в 251-й стрелковый и включается в состав 28-й стрелковой дивизии 2-й армии. Копяк И. А. назначается на должность помощника командира роты, затем командира роты, командира батальона, помощника командира полка, командира полка. Участвует в боях с белочехами и войсками адмирала Колчака А. В. под Казанью. В январе 1919 года в бою Копяк И. А. получает ранение и затем находится на излечении в госпитале.
Летом 1919 года 28-я стрелковая дивизия перебрасывается под Царицын, где в составе 10-й армии сражается с войсками генерала Деникина А. И.
За боевые отличия в боях дивизии Копяк И. А. награждается орденом Красного Знамени (Постановление от 6.05.1919 г.).
В августе 1919 года Копяк И. А. откомандирован на курсы «Выстрел», после окончания которых в феврале 1920 года возвращается в полк.
С апреля 1920 года 28-я стрелковая дивизия ведёт боевые действия на Кавказском фронте в составе 11-й армии на направлениях Баку, Елизаветполь, Агдам, Шуша, Нахичевань. В составе этой дивизии Копяк И. А. исполняет должность помощника командира полка, затем командира полка, (врид) командира бригады.
6 ноября 1920 года Копяк И. А. вновь получает ранение и находится на излечении в госпиталях.

### Межвоенное время
В июне 1921 года Копяк И. А. направлен в Киевский военный округ, где назначается командиром 492-го стрелкового полка 164-й Отдельной стрелковой бригады в г. Нежин. После расформирования бригады в августе того же года, Копяк И. А. направлен в г. Гайсин в 24-ю Самаро-Ульяновскую Железную стрелковую дивизию командиром батальона 216-го стрелкового полка.
В сентябре 1922 года Копяк И. А назначен командиром 14-го отдельного погранбатальона 2-й Подольской пограничной дивизии Украинского военного округа, затем назначается помощником командира 11-го отдельного батальона дивизии, размещавшегося в районе г. Могилёв-Подольский.
В июне 1923 года направлен на Северный Кавказ в г. Пятигорск и назначен начальником Пятигорской конвойной команды войск ОГПУ.
С февраля 1925 года командовал 6-м и 14-м отдельными батальонами войск Конвойной стражи СССР в Краснодаре и Ростове-на-Дону.
С ноября 1927 года по август 1928 года Копяк И. А проходит обучение на курсах «Выстрел».
Назначается командиром 2-го и 9-го отдельных батальонов войск Конвойной стражи СССР в городах Днепропетровск и Житомир.
С апреля 1931 года Копяк И. А. (врид) пом. командира 142-го стрелкового полка 48-й стрелковой дивизии, расквартированной под г. Ржевом.
В январе 1932 года переведен в г. Томск начальником военно-хозяйственной службы 78-й стрелковой дивизии. С ноября 1932 года назначается командиром 232-го стрелкового полка 78-й стрелковой дивизии.
В августе 1933 года Копяк И. А. назначен начальником продовольственного сектора военно-хозяйственного отдела Приморской группы войск Особой Краснознамённой Дальневосточной армии.
С декабря 1934 года занимает должность начальника отдела боевой подготовки Приморского областного совета Осоавиахима в г. Владивостоке.
В мае 1935 года переведен начальником Владивостокских Курсов усовершенствования командного состава запаса.
В феврале 1940 года Копяк И. А. назначается заместителем командира 39-й Тихоокеанской стрелковой дивизии 1-й Краснознамённой армии Дальневосточного фронта.
В марте 1941 года Копяк И. А. направлен в Уральский военный округ и вступает в должность командира 203-й стрелковой дивизии.
10 июня полковник Копяк И. А. назначается командиром 112-й стрелковой дивизии в составе 51-го стрелкового корпуса 22-й армии, формировавшейся тогда на базе управления и частей Уральского военного округа.

### Великая Отечественная война
13 июня 1941 года в соответствии с Директивой Наркома обороны СССР и начальника Генерального штаба Красной Армии началась передислокация частей 22-й армии в Западный Особый военный округ. Подразделения 112-й стрелковой дивизии были среди первых.
Части дивизии прибывали на ж/д станцию Дретунь (северо-восточнее г. Полоцк) в период с 17 июня по 22 июня 1941 года.
С началом Великой Отечественной войны дивизия в составе 22-й армии была включена в резерв Ставки ГК. 2 июля 22-я армия передаётся в состав Западного фронта.
Однако, уже 26 июня дивизия первой из частей 22-й армии вступает в оборонительные бои на рубеже латвийского города Краслава.
Особенно тяжёлые бои за Краславу дивизия ведёт с 1 по 3 июля, когда город трижды переходит из рук в руки. Противник бросает против неё сначала моторизованную дивизию СС «Мёртвая голова», а затем другую — 121-ю пехотную дивизию. Здесь одно из подразделений Копяка И. А. уничтожает Отто Ланселя — ставшего первым убитым к тому времени немецким генералом на всём советско-германском фронте. Генерал О. Лансель командовал 121-й пехотной дивизией, и был известен как сподвижник Гитлера.
Отступив по приказу вышестоящего командования, с 5 по 9 июля 112-я стрелковая дивизия стойко обороняется на рубеже реки Сарьянка, где противник сконцентрировал против неё 2-й армейский корпус в составе трёх дивизий, усиленных танками, создав трёх- четырёхкратное превосходство в силах. Кроме того, подразделения комдива Копяка И. А. оказывают действенную поддержку соседу слева (98-й стрелковой дивизии) в боях на Дисненском плацдарме. Фактически таким образом начались боевые действия в Смоленском сражении.
Затем дивизия ведёт оборонительные бои на рубежах по реке Свольна, реке Нища.
С 18 июля 112-я стрелковая дивизия оказывается в полном окружении и последние бои ведёт в районе деревни Репище западнее города Невель.
Это самые трагические дни для дивизии, она несёт большие потери в боях с многократно превосходящим противником.
С 20 июля предпринимаются попытки прорваться из окружения. В ночь на 22 июля при очередной попытке прорыва комдив Копяк И. А. получает ранение, но продолжает командовать дивизией. И только 25 июля подразделения дивизии под командованием комдива выходят из окружения и пробиваются к своим, сохранив знамя дивизии и эвакуировав много раненых.
Командир 112-й стрелковой дивизии полковник Копяк И. А. в условиях тяжёлых оборонительных боёв с превосходящим по силам противником проявил себя как опытный, решительный и умелый командир дивизии. Ведение боевых действий дивизии осложнялось также тем, что больше половины личного состава дивизии было призвано в конце мая – начале июня 1941 года, а часть даже после 22 июня, и фактически бойцы были малообучены, или практически не обучены, ведению современных на то время насыщенных техникой боевых действий, что дополнительно требовало от комдива усилий по выработке у бойцов и нижестоящих командиров стойкости в таких боях.
Дивизия под командованием полковника Копяка И. А. на всех рубежах упорно обороняется и отходит только по приказам командования.
22 августа в боях дивизии Копяк И. А. вновь получает ранение, после чего со 2 сентября по 6 ноября находится на лечении в госпитале.
С 21 декабря 1941 года полковник Копяк И. А. вступает в должность командира 140-й стрелковой дивизии (3-го формирования), сформированной в Московском военном округе.
В мае 1942 года дивизия входит в состав 24-й армии (3-го формирования) Южного фронта.
С 8 июня 1942 года 140-я стрелковая дивизия (3-го формирования) ведёт боевые действия в составе 9-й армии на Юго-Западном фронте, участвует в Воронежско-Ворошиловградской операции.
С 12 июля дивизия в составе армии передаётся Южному фронту, и отражает наступление немецко-фашистских войск в Донбассе и большой излучине Дона, участвует в Донбасской оборонительной операции.
В этих оборонительных боях дивизия вместе с другими частями армии 14 – 16 июля попадает в окружение в районе Миллерово. Дивизия с боями, неся большие потери, пробивается из окружения в южном направлении на г. Сальск.
Комдив генерал-майор Копяк И. А. — из окружения не вышел (дивизия Приказом НКО от 27.09.1942 г. исключается из списков частей Красной Армии).

## Награды
- Орден Красного Знамени (6.05.1919);
- Медаль XX лет Рабоче-Крестьянской Красной Армии (22.02.1938);
- Орден Отечественной войны II степени (06.05.1965, посмертно)[7].

## Воинские звания
- Полковник — 03.1941 г.
- Генерал-майор — 3.05.1942 г.